# Попович Петро
Петро Попович (нар. 19 квітня 1899, с.Великі Лучки — пом. 14 січня 1999, с.Великі Лучки) — український громадсько-політичний діяч, депутат Сойму Карпатської України (12 лютого 1939  — 18 березня 1939).

## Життєпис

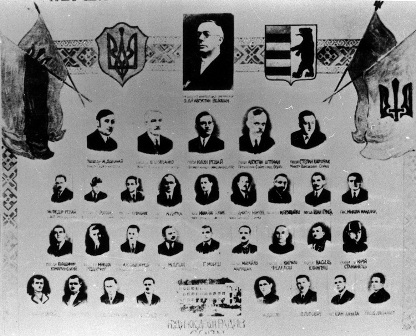
Посли Сойму Карпатської України.
По центру: Президент Карпатської України о. Августин Волошин; Перший ряд зліва направо: Микола Долинай, Юлій Бращайко, Юліян Ревай, Августин Штефан, Степан Клочурак; Другий ряд: Федір Ревай, Степан Росоха, Леонід Романюк, Августин Дутка, Михайло Тулик, Дмитро Німчук, Михайло Бращайко, Іван Грига, Микола Мандзюк; Третій ряд: Володимир Комаринський, Микола Різдорфер, Антон Ернест Олдофреді, Мілош Дрбал, Григорій Мойш, Михайло Марущак, Кирило Феделеш, Василь Климпуш, о. Юрій Станинець; Четвертий ряд: Василь Щобей, Іван Ігнатко, Юрій Пазуханич, Іван Перевузник, Адальберт Довбак, Петро Попович, Іван Качала, Василь Лацанич

Під час Першої світової війни був мобілізований до австро-угорської армії, воював на італійський фронт. Після приєднання Закарпаття до Чехо-Словаччини відслужив дійсну службу в чехословацькій армії.
Активіст осередку культурно-освітнього товариства «Просвіта» у с.Великі Лучки. У Великих Лучках очолював осередок соціал-демократичної партії, декілька разів обирався членом Мукачівського окружного комітету партії та делегатом її крайових конференцій.
У 1936 році Петро Попович був членом «Всесвітньому конгресі прихильників миру» в Брюсселі. 
12 лютого 1939 року Петро Попович був обраний послом Сойму Карпатської України.
Після окупації Карпатської України угорськими військами Петро Попович був заарештований та відправлений до концтабору в с.Крива на Хустщині. Потім переведений до Угорщини в концтабір Вар'юлопош біля Ньїредьгази. У травні 1939 року Петро Попович був амністований, повернувся додому у Великі Лучки, де перебував під жандармським наглядом.
Восени 1939 року Петро Попович був знову заарештований, сидів у Кошицькій в'язниці. Через брак доказів через місяць його відпустили. У 1942 році Петра Поповича знову ув'язнили, перебував у Палаці Ковнера. Після тривалого знущання звільнили. Повернувшись додому Петро Попович нелегально перейшов угорсько-радянський кордон та опинився на території СРСР.
У 1945 році односельці обрали Петра Поповича до народного комітету села, головою земельної громади. 1948 року він очолив один із п'яти колгоспів, організованих у Великих Лучках. 
У 1950 році народний суд позбавив Петра Поповича волі на 5 років. Повернувшись із табору, до 1975 року працював на різних роботах у Мукачівському та Берегівському районах.
Помер Петро Попович 14 січня 1999 року в с.Великі Лучки.